# 206省道 (河南省)
河南206省道，名称为杨集－业庙公路，简称杨业线，是一条河南省的南北向省级干线公路。206省道全线均位于商丘市夏邑县境内。

## 路线
206省道全线均位于商丘市夏邑县境内，起点位于杨集镇 310国道（K0+000），经杨集镇、王集乡、刘店集乡、郭店镇、会亭镇、业庙乡，终点位于夏邑县与安徽省亳州市交界处（K59+104），全线呈北南走向，长59.104公里，为平原区二级公路。该线设计速度为80公里/小时，路基宽度为17（14、15）米，路面宽度为14（12、9）米，沥青混凝土路面。
与206省道相交的主要干线公路包括：
- 310国道（K0+000）
- 343国道（K20+760）、
- 317省道（K42+820）